# SDSL
SDSL (англ. Symmetric Digital Subscriber Line — «симметричная цифровая абонентская линия») — вариант HDSL, в котором используется только одна пара кабеля. SDSL обеспечивает одинаковую скорость передачи данных как в сторону пользователя, так и от него. Известны две модификации этого оборудования: MSDSL (многоскоростная SDSL) и HDSL2, имеющие встроенный механизм адаптации скорости передачи к параметрам физической линии.